# Diskrimination
Diskrimination [disgʁimiˈneˀʌ] af latin for 'at adskille', anvendes på dansk hyppigst i betydningen forskelsbehandling af en person eller en gruppe på baggrund af en forudindtaget holdning om udseende, vaner, køn, religion, holdninger, hudfarve, handicap, etnicitet, alder o.m.a.
At diskriminere betyder således både positiv særbehandling, hvor en minoritetsgruppe gives særlige privilegier, og den negative særbehandling, som er udelukkelse af en minoritetsgruppe fra almene privilegier. Arkiveret 22. juli 2019 hos  Wayback Machine Diskrimination som "udelukkelse" er den mere almindelige betydning, dvs. i betydningen 'at udvælge ved at frasortere'.

## Verdenssamfundets hensigt
Ifølge FN's menneskerettighedserklæring, en aftale der har til hensigt at fungere som retningslinje for de tilsluttede landes egne lovsæt, bør det ikke tillades nogen at diskriminer med udgangspunkt i personnære og uforanderlige faktorer som race, hudfarve, nationale eller etniske oprindelse, tro, og andet:
Menneskerettighedserklæringens artikel 2:

"Enhver har krav på alle de rettigheder og friheder, som nævnes i denne erklæring, uden forskelsbehandling af nogen art, f. eks. på grund af race, farve, køn, sprog, religion, politisk eller anden anskuelse, national eller social oprindelse, formueforhold, fødsel eller anden samfundsmæssig stilling."  Arkiveret 3. juni 2020 hos  Wayback Machine 

## Danmarks love om diskrimination
I Danmark er diskrimination jurisk reguleret på tre måder, groft sagt Forskelsbehandling, Ligebehandling og Racisme-beskyttelse.

### Forskelsbehandling
"Lov om forbud mod forskelsbehandling på grund af race m.v." ("Forskelsbehandlingsloven")  skaber lovgrundlag for at straffe forskelsbehandling i det offentlige rum, f.eks. nægtelse af adgang til offentlige forlystelser, der kunne have grund i etnicitet eller seksualitet:
§1. Stk. 1. Den, som inden for erhvervsmæssig eller almennyttig virksomhed på grund af en persons race, hudfarve, nationale eller etniske oprindelse tro eller seksuelle orientering nægter at betjene den pågældende på samme vilkår som andre, straffes med bøde, hæfte eller fængsel indtil 6 måneder.
§1. Stk. 2. På samme måde straffes den, som af nogen af de i stk. 1 nævnte grunde nægter at give en person adgang på samme vilkår som andre til sted, forestilling, udstilling, sammenkomst eller lignende, der er åben for almenheden.

### Ligebehandling
"Bekendtgørelse af lov om ligebehandling af mænd og kvinder med hensyn til beskæftigelse m.v." ("Ligebehandlingsloven")  Arkiveret 14. december 2018 hos  Wayback Machine søger en juridisk diskriminationsbeskyttelse gældende for mænd og kvinder især på arbejdspladsen gennem påkrav om pligt til ligestilling:
§ 1. Ved ligebehandling af mænd og kvinder forstås i denne lov, at der ikke finder forskelsbehandling sted på grund af køn. 

### Racisme
Straffelovens § 266 b i kapitel 27 om Freds- og æreskænkelser ("racismeparagraffen") adresserer den spot og ydmygelse, som f.eks. ekstreme ydergrupperinger eller homofober bruger som angreb eller argumenter for negativ særbehandling:
§ 266 b. Den, der offentligt eller med forsæt til udbredelse i en videre kreds fremsætter udtalelse eller anden meddelelse, ved hvilken en gruppe af personer trues, forhånes eller nedværdiges på grund af sin race, hudfarve, nationale eller etniske oprindelse, tro eller seksuelle orientering, straffes med bøde eller fængsel indtil 2 år.
Stk. 2. Ved straffens udmåling skal det betragtes som en særligt skærpende omstændighed, at forholdet har karakter af propagandavirksomhed.

## Diskrimination i hverdagen

### Anti-diskriminatorisk indsats
Københavns Kommune er blandt de kommunerne i Danmark, der arbejder målrettet med anti-diskrimination.
- Der gennemføres surveys og bredere undersøgelser for at kortlægge omfanget af diskrimination – fx levevilkårsundersøgelsen om homoseksuelle og transseksuelles vilkår i København.
- Der er udarbejdet klare principper for kommunens service og kommunens medarbejdere undervises i ligebehandling
- Der arbejdes med diskriminationskampagner – fx i forlængelse af World Out Games og FN's internationale dag mod racisme.

## Diskriminationstyper
Diskrimination dækker over flere typer ulige behandlinger, som er baseret på forskellige identitetstræk.
- Kønsdiskrimination
- Race-, etnisk- og nationaloprindelseslandsdiskrimination
- Seksuel orienteringsdiskrimination, som bl.a. findes i heteronormativitet
- Religiøs diskrimination
- Aldersdiskrimination
- Diskrimination mod handicappede
- Omvendt diskrimination
- Gerontokratisk diskrimination, også kaldet oldingevælde
- Vidensdiskrimination eller epistemisk autoritetsdiskrimination
- Plutokratisk diskrimination, også kaldet rigdomsvælde
- Militaristisk diskrimination, også kaldet militærvælde
- Blodslinjediskrimination, som bl.a. ses i monarkier
- Kulturdiskrimination, også kaldet kulturvælde
- Et-partisdiskrimination, som findes i etpartistater

## Relaterede begreber
- Antisemitisme
- Antizionisme
- Apartheid
- chikane
- etnisk eksklusion
- forskelsbehandling
- hadforbrydelse
- hadefuld tale
- Homofobi
- Intolerance
- islamofobi
- Kønsdiskrimination
- Marginalisering
- mobning
- Racisme
- Racediskrimination
- Social udstødelse
- stereotypisering
- stigmatisering
- Seksuel orientering
- "Untermensch"
- Xenofobi